# 옛 제일은행 본점
옛 제일은행 본점(舊第一銀行本店)은 1935년에 지어진 은행 건물이다.
원래는 조선저축은행의 본점 건물로 지은 것이다. 조선저축은행은 1928년 제정된 저축은행령에 의하여 1929년 조선식산은행의 저축에 관한 예금 업무를 인수하여 설립되었다. 그리고 조선저축은은행 본점이 신축될 때까지 조선식산은행 사옥 내 방 2개를 임대하여 6년 5개월 동안 업무를 취급하였다.
본 건물은 현상설계를 통하여 설계되었고, 1931년 신축계획이 세워졌다. 그 모토는 ‘서민금융의 전당답게’였다. 대지는 미쓰코시 백화점(현재의 신세계 백화점 명품관)에 인접한 남측 대지 2,157.03m2을 확보했다. 이 자리는 원래 경성거류민단역소와 남부경찰서가 자리잡고 있었다.
이후 합병 등으로 은행의 이름이 한국저축은행·제일은행·SC제일은행으로 바뀌어서 지금에 이른다.

## 참고자료
- 옛 제일은행 본점 - 국가유산청 국가유산포털

 본 문서에는 서울특별시에서 지식공유 프로젝트를 통해 퍼블릭 도메인으로 공개한 저작물을 기초로 작성된 내용이 포함되어 있습니다.